# Vritra
Vritra (Omhuller) is in het hindoeïsme een draak en koning van de Asura's (demonen), Danava's of Daitya's (reuzen), die door Indra verslagen wordt. Vritra komt van 'vri' (omhullen) net als in de naam Varuna, de zeegod. Vritra wordt ook 'eerstgeborene van de draken', Dasa, Danava en Ahi (Slang) genoemd. Vritra en zijn leraar Shukra(charya) kregen les van de vier Kumara's (eeuwige jongelingen). Vala is zijn broer of een andere naam van Vritra.

## Rig Veda
In de Rig Veda wordt verteld dat Pani's de koeien van de Deva's (goden) in berggrotten verborgen. De koeien gaven melk, die onsterfelijk maakt. Vritra lag op de berg, die de waterstromen (koeien) gevangen hield. Vritra is daarom een demon van de droogte. Indra, als leider van de goden, versloeg uiteindelijk Vritra en diens moeder Danu ('stromend water'), maar liep zelf verwondingen aan zijn kaken op. Indra hakte de armen en benen van Vritra af en die wordt daarom de 'schouderloze' genoemd. Ook wordt Vritra met een os vergeleken. Door het openen van de grot bevrijdde Indra de zeven wateren en bracht hij de zon, de hemel en de dageraad (Ushas) voort. Indra zou ook het licht (de zon) hebben bevrijd door het universum te delen en de twee helften met een zuil van elkaar af te duwen. Omdat het een zware misdaad was een demon te doden, vluchtte Indra over negenennegentig stromen en werd hij gestraft. Vritra werd  op een geheime plaats onder de wateren begraven. 
Volgens 1.32:6 was Vritra dronken toen hij werd verslagen en volgens 4.18:12 versloeg Indra zijn eigen vader (Tvastri):
Wie maakte je moeder tot weduwe?
Welke god hielp je toen je je vader bij de voet greep en hem verpletterde?

## Mahabharata
In de Mahabharata schiep Tvastri Vritra om wraak te nemen op Indra, die zijn zoon Vishvarupa (Trisura) had gedood. Vritra slokte Indra op, maar moest hem van de goden weer uitspugen. Na een lange strijd werd er een wapenstilstand gesloten en werd afgesproken dat Indra Vritra niet zou aanvallen met een wapen van metaal, hout of steen, noch met iets wat nat of droog was, gedurende de dag of de nacht. Indra overwon Vritra toen tijdens de schemering met een 'schuimpilaar'. Toen Indra vluchtte wegens zijn misdaad werd Nahusha koning van de goden. Toen Nahusha Agastya schopte, vervloekte die hem tot leven als een slang en keerde Indra terug.

## Srimad Bhagavatam
Volgens de Srimad Bhagavatam werd Indra's wapen, de bliksemschicht (Vajrayudha), gemaakt van de botten van Dadhichi, die zich er voor opofferde. Na driehonderdzestig dagen werd de strijd in Indra's voordeel beslecht.